# Томалах-Ташлар

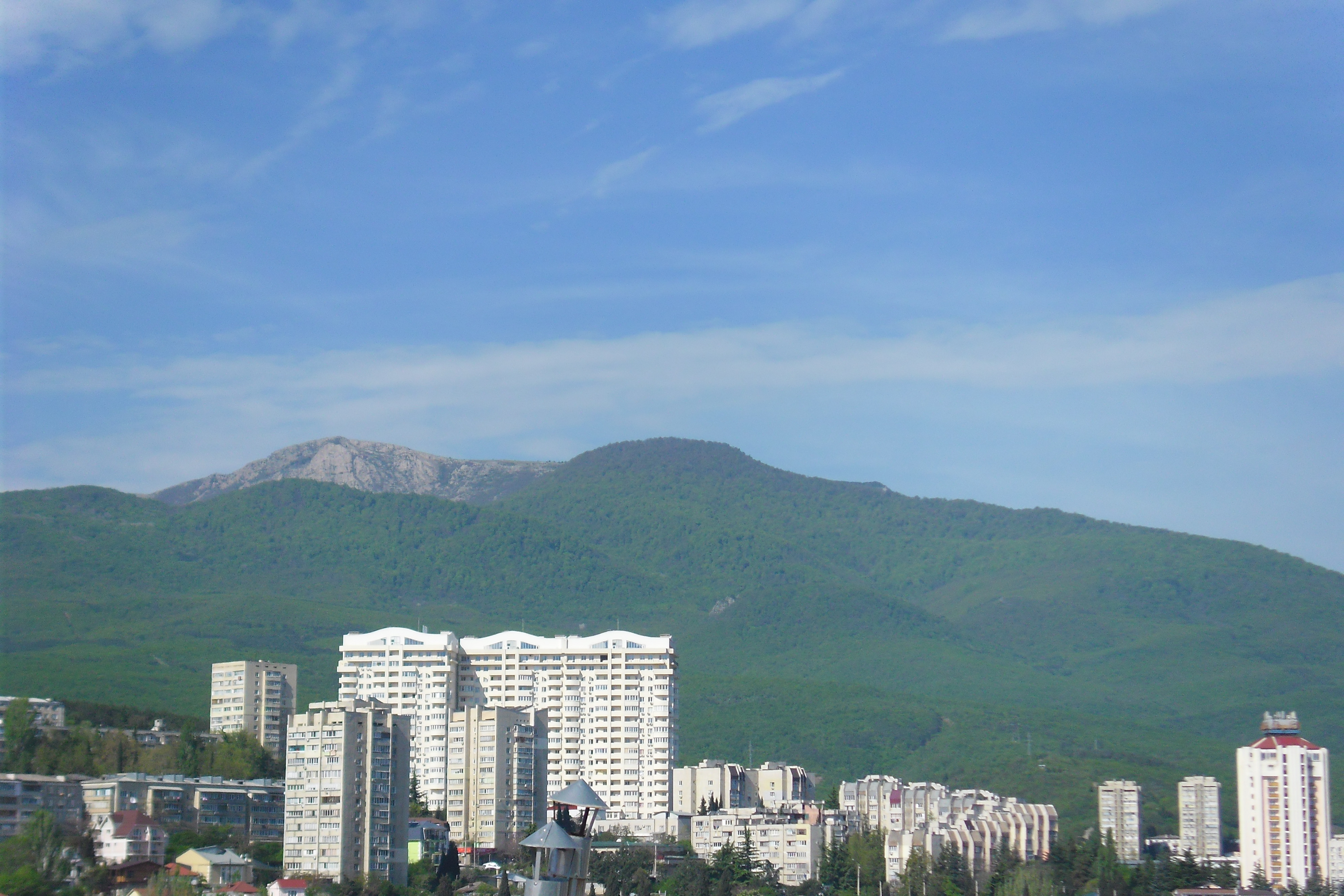
Томалах-Ташлар — на передньому плані гір. Вид з Алушти. 2015 р.

Томалах-Ташлар — невисокий лісистий гірський хребет у Криму, східний прикінцевий відріг Бабуган-яйли. Добре оглядається з Алушти, до якої і спускається. Знаходиться між балкою Серауз та яром Саян-Дере. Простягається із заходу на схід.